# Partido judicial de Calatayud
El partido judicial de Calatayud (partido judicial n.º 1 de la provincia de Zaragoza), tiene su sede en esta ciudad, cuenta con dos juzgados de primera instancia e instrucción, hasta la reforma de 1965 incluía menos municipios, debido a esta reforma paso a integrar el antiguo partido judicial de Ateca.
Está formado por los siguientes 54 municipios:
- Alarba
- Alconchel de Ariza
- Alhama de Aragón
- Aniñón
- Ariza
- Ateca
- Belmonte de Gracián
- Berdejo
- Bijuesca
- Bordalba
- Bubierca
- Cabolafuente
- Calatayud, cabeza de partido
- Calmarza
- Campillo de Aragón
- Carenas
- Castejón de Alarba
- Castejón de las Armas
- Cervera de la Cañada
- Cetina
- Cimballa
- Clarés de Ribota
- Contamina
- Embid de Ariza
- Godojos
- Ibdes
- Jaraba
- Malanquilla
- Maluenda
- Mara
- Monreal de Ariza
- Monterde
- Morata de Jiloca
- Moros
- Munébrega
- Nuévalos
- Olvés
- Orera
- Paracuellos de Jiloca
- Pozuel de Ariza
- Ruesca
- Sediles
- Sisamón
- Terrer
- Torralba de Ribota
- Torrehermosa
- Torrelapaja
- Torrijo de la Cañada
- Valtorres
- Velilla de Jiloca
- Villalba de Perejil
- Villalengua
- Villarroya de la Sierra
- Vilueña (La)